# 030804-01
『030804-01』（ゼロワン）は、仮面ライダーGIRLSの4枚目の（ミニ）アルバム。2019年9月4日にavex traxから発売された。

## 概要
3人体制となって初のオリジナル（ミニ）アルバム。タイトルは『「03」人で「08」周年、「04」枚目のアルバムを令和「01」年に発売』という意味である。CD1形態と同時にミュージックカード全10種が発売された。
M2について、初出では黒田絢子在籍時の4人バージョンだったが、本アルバムに収録するにあたり現在の3人編成バージョンに録り直しされている。
M5は『仮面ライダージオウ』挿入歌であり、ツクヨミ役の大幡しえりの歌唱バージョンが存在しているが、このアルバムには仮面ライダーGIRLSの3名が歌唱しているバージョンで収録されている。
また、どちらもミュージックカードでダウンロードできるバージョンは黒田絢子在籍時の4人での歌唱バージョンとなっている。

## 収録内容
- M1. proud of you／PANDORA feat. KAMEN RIDER GIRLS
作詞：小室哲哉／浅倉大介
作曲：小室哲哉／浅倉大介
編曲：小室哲哉／浅倉大介
※バンダイナムコPS4「クライマックスファイターズ」テーマソング／TVCM曲
- M2. Build Up (仮面ライダーGIRLS 01 ver.)
作詞：秋田知里
作曲：佐藤希久生
編曲：佐藤希久生
※TV『仮面ライダービルド』挿入歌
- M3. Journey through the Decade (平成ベスト 仮面ライダーGIRLS ver.)
作詞：藤林聖子
作曲：Ryo
編曲：Alchemy+
※オリジナル：GACKT 『仮面ライダーディケイド』TV主題歌
- M4. 我ら思う、故に我ら在り (平成ベスト 仮面ライダーGIRLS ver.)
作詞：綾小路翔
作曲：綾小路翔
編曲：Alchemy+
※オリジナル：氣志團 『仮面ライダーゴースト』TV主題歌
- M5. 月の満ちる時 (仮面ライダーGIRLS 01 ver.)
作詞：秋田知里
作曲：佐藤希久生
編曲：佐藤希久生
※TV『仮面ライダージオウ』ツクヨミ キャラクターソング
- M6. Next New Wφrld (仮面ライダーGIRLS 01 ver.)
作詞：Ricky
作曲：nishi-ken
編曲：nishi-ken
※オリジナル：RIDER CHIPS TV『仮面ライダージオウ』挿入歌
- M7. Endless Journey (仮面ライダーGIRLS 01 ver.)
作詞：秋田知里
作曲：鳴瀬シュウヘイ
編曲：鳴瀬シュウヘイ
※スマートフォン向けアプリゲーム『仮面ライダー シティウォーズ』タイアップ曲 ）[1]